# Acrida subtilis
Acrida subtilis är en insektsart som beskrevs av Burr 1902. Acrida subtilis ingår i släktet Acrida och familjen gräshoppor. Inga underarter finns listade i Catalogue of Life.